# 李歐·麥卡瑞
湯馬斯·李歐·麥卡瑞（Thomas Leo McCarey，1898年10月13日—1969年7月5日），美國电影導演，获得两次奥斯卡最佳导演奖和一次金球奖最佳导演奖，死於肺氣腫。

## 生平
李歐·麥卡瑞出生在加利福尼亞州洛杉磯，畢業於聖約瑟夫天主教學校、洛杉磯高中。李歐·麥卡瑞與哈羅德·勞埃德曾製作一部拳擊喜劇《銀河》（1936）。
李歐·麥卡瑞從南加州大學法學院畢業，曾擔任礦物開採員，拳擊和作曲李歐·麥卡瑞於1919年成為托德·勃朗寧助理導演。